# Alpine Meadows (Kalifornien)
Alpine Meadows ist ein Wintersportgebiet in Kalifornien bei Squaw Valley, Placer County.

## Lage
Alpine Meadows liegt zwischen 2083 m und 2633 m Höhe westlich des Lake Tahoe. Das Skigebiet erstreckt sich über eine Fläche von ca. 8 km² und wird von einem Dutzend Skiliften bedient. Es bestehen wenige Übernachtungsmöglichkeiten, weshalb die meisten Besucher ein Hotel im nahen Tahoe City, Squaw Valley, in Donner Pass oder Truckee wählen.

## Geschichte
Am 31. März 1982 ereignete sich in Alpine Meadows ein schweres Lawinenunglück, bei dem sieben Menschen starben und das Hauptquartier des örtlichen Lawinenwarndienstes zerstört wurde.